# Jurij Diupin
Jurij Jurjewicz Diupin (ros. Юрий Юрьевич Дюпин, ur. 17 marca 1988 w Barnaule) – rosyjski piłkarz grający na pozycji bramkarza w rosyjskim klubie Rubin Kazań oraz w reprezentacji Rosji. Uczestnik Mistrzostw Europy 2020.